# Kanhirode
Kanhirode là một thị trấn thống kê (census town) của quận Kannur thuộc bang Kerala, Ấn Độ.

## Nhân khẩu
Theo điều tra dân số năm 2001 của Ấn Độ, Kanhirode có dân số 13.954 người. Phái nam chiếm 47% tổng số dân và phái nữ chiếm 53%. Kanhirode có tỷ lệ 82% biết đọc biết viết, cao hơn tỷ lệ trung bình toàn quốc là 59,5%: tỷ lệ cho phái nam là 85%, và tỷ lệ cho phái nữ là 79%. Tại Kanhirode, 12% dân số nhỏ hơn 6 tuổi.